# Palila-do-havaí
Palila-do-havaí', ou palila-de-havai (Loxioides bailleui) é uma espécie de pássaro da família Fringillidae. Endêmica do Havaí, é encontrada apenas na ilha principal. Está ameaçada de extinção devido a perda e degradação do habitat e pela predação e competição com espécies introduzidas.